# Ferdinand Sander (pédagogue)
Pour les articles homonymes, voir Ferdinand Sander (homme politique) et Sander.
Karl Heinrich Philipp Ferdinand Sander (né le 12 septembre 1840 à Geismar et mort le 29 septembre 1921 à Brême,) est un pédagogue allemand, pasteur protestant et auteur.

## Biographie
Ferdinand Sander est le fils du pasteur Philipp Sander (1806-1874) et de son épouse (depuis 1833) Julie Elisabeth Sander, née Kreibohm (1806-1875). Il étudie au lycée de Göttingen et y étudie la théologie à l'université de 1858 à 1861 sous la direction de Friedrich Lücke (de), qui est un ami de son père.
De 1862 à 1865, il est professeur de lycée et prédicateur adjoint à Lunebourg. Il devient ensuite directeur de l'école supérieure de la ville de Walsrode. En 1867, il se rend à Gronau an der Leine comme pasteur diacre. Lors de la guerre franco-prussienne de 1870/71, il se porte volontaire et reçoit la croix de fer de 2e classe en tant qu'aumônier de division de campagne auprès du 11e corps d'armée. En 1872, il se consacre enfin à la pédagogie et devient directeur de séminaire à l'école pédagogique évangélique de Schlüchtern. En 1874, il occupe le poste de conseiller du lycée et directeur de séminaire à Oldenbourg avant de retourner dans la fonction publique prussienne en 1877. Jusqu'en 1886, il travaille comme conseiller gouvernemental et scolaire à Breslau, notamment comme directeur de l'école secondaire et des écoles techniques. En 1886, à la demande du ministère, il prend la direction des écoles royales réunies dans la ville isolée de Bunzlau (lycée, orphelinat, école normale, collège). En 1894, il accepte l'appel à la Ville libre et hanséatique de Brême, où il est responsable de l'ensemble du système scolaire supérieur et inférieur en tant que conseiller scolaire jusqu'en 1912.
Il voyage non seulement dans les états allemands, mais effectue également des voyages d'études en Belgique, au Danemark, en Suède (1880), en Angleterre (1884) et aux Pays-Bas (1885).
Ferdinand Sander écrit plusieurs articles dans des revues théologiques et pédagogiques, des programmes scolaires et des recueils sur des sujets théologiques et culturels et historiques : Dante Alighieri, les huguenots, des études biographiques (notamment sur des personnes du cercle de connaissances de sa famille). Il se fait connaître en tant qu'éditeur de longue date des articles pédagogiques du Meyers Konversations-Lexikon (4e édition 1885-1890 à 6e édition 1902-1908) et en tant qu'auteur de l'Allgemeine Deutsche Biographie. En 1883 et 1889, il publie son propre Lexikon der Pädagogik en Silésie. Il travaille également au supplément de l'Allgemeine Zeitung et édite la correspondance de Lücke avec les frères Grimm (Hanovre 1891).
En matière de politique éducative, il s'implique dans la Société Comenius, fondée en 1893, et est membre de son conseil d'administration.

## Publications (sélection)
- Dante Alighieri, Hanovre, 1872; 2e édition, 1887[8]
- Lexikon der Pädagogik. Handbuch für Volksschullehrer, Breslau 1883
  - 2e édition: Lexikon der Pädagogik. Handbuch für Lehrer und Erzieher, Breslau, 1888 (Digitalisat)
- Die Hugenotten und das Edikt von Nantes, Breslau, 1885
- Mahnworte aus ernster Zeit, Blätter der Erinnerung an das Kriegsjahr 1870/71, Hanovre, 1887
- Friedrich Lücke (de), Lebens- und Zeitbild, Breslau, 1891
- Deo Patriae Litteris, gesammelte Vorträge und Aufsätze, Breslau, 1894
- Geschichte der Volksschule, in Schmids Geschichte der Erziehung, 5. Vol., 3. Teil, Stuttgart 1902